# Черен кадилак
„Черен кадилак“ (на английски: Black Cadillac) е трилър, филм на ужасите от 2003 г., режисиран от Джон Мурловски.

## Сюжет
Внимание:  Текстът по-долу разкрива сюжета на произведението (или части от него)!
Трима приятели, след като участват в сбиване в бар, потеглят по труден планински път, на който колата им се поврежда. Придружени от местния шериф, те се спускат по заледения склон на планината. След известно време забелязват, че са следени от черен „Кадилак“ и се опитват да го избегнат като поставят на истинско изпитание техния Сааб.